# Xàdia Abu Gazala
Xàdia Abu Gazala (àrab: شادية أبو غزالة, Xādiya Abū Ḡazāla) (Nablus, 8 de gener de 1949 - Nablus, 28 de novembre de 1968) fou una activista política palestina, membre del Front Popular per a l'Alliberament de Palestina (FPAP). Morí amb 19 anys mentre manipulava explosius a casa seva. Com a màrtir fou font d'inspiració i admiració per d'altres persones, tant de dins com de fora l'organització, com ara Leila Khaled.
Nascuda el 8 de gener de 1949 a la població de Nablus, cursà l'educació primària i secundària a l'Escola Al-Fatimieh i a l'Al-'A'ishiyah del seu poble natal. L'any 1964 s'uní al Moviment dels Nacionalistes Àrabs (MNA). Durant un any estudià Sociologia a la facultat de Psicologia i Ciències Socials de la Universitat Ain Shams al Caire, però abandonà els estudis després de l'ocupació sionista de Cisjordàna de 1967 i es traslladà a l'An-Najah College (actual Universitat Nacional An-Najah) de Nablus. Els seus pares intentaren convèncer-la perquè es quedés a la capital egípcia però els respongué: «de què serveix un títol universitari si nó tinc una paret on penjar-lo?». Fou aleshores quan s'integrà al comitè local del Front Popular per a l'Alliberament de Palestina, organitzà i liderà unitats militars femenines, i es convertí en una de les primeres dones palestines en participar en la resistència armada contra l'ocupació de 1967. El 28 de novembre de 1968, amb 19 anys, morí a casa seva mentre preparava un artefacte explosiu després que aquest detonés la càrrega. Se li atribueix l'aforisme: «els herois s'obliden sovint, però les seves llegendes i memòries són propietat i herència del poble».
L'any 2014, una escola d'educació superior per a noies al nord de Gaza, sota tutela de l'Autoritat Nacional Palestina, fou nomenada amb el seu nom per a retre-li homenatge, fet que comportà la indignació i denúncia de la comunitat israeliana.